# فينتشنتسو ريكاتي
فينتشنتسو ريكاتي (بالإيطالية: Vincenzo Riccati)‏ (ولد في كاستلفرانكو فينيتو في 11 يناير 1707، وتوفي في تريفيزو يناير 1775)، عالم رياضيات وفيزياء بندقي. اشتهر بادخال الدوال الزائدية رفقة يوهان هاينغيش لامبرت.